# Sinaida Lwowna Wolkowa

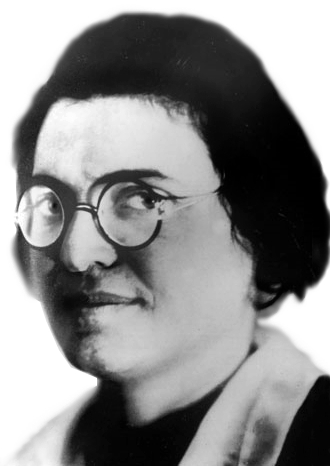
Sinaida Lwowna Wolkowa

Sinaida Lwowna Wolkowa (russisch Зинаида Львовна Волкова; geb. Bronstein, gesch. Moglina; auf Sterbeurkunde Sinaide Volkoff * 14. Märzjul. / 27. März 1901greg.in Nischny-Ilinsk, Gouvernement Irkutsk, Russisches Kaiserreich; † 5. Januar 1933 in Berlin) war eine russische Revolutionärin und die älteste Tochter Leo Trotzkis.

## Leben

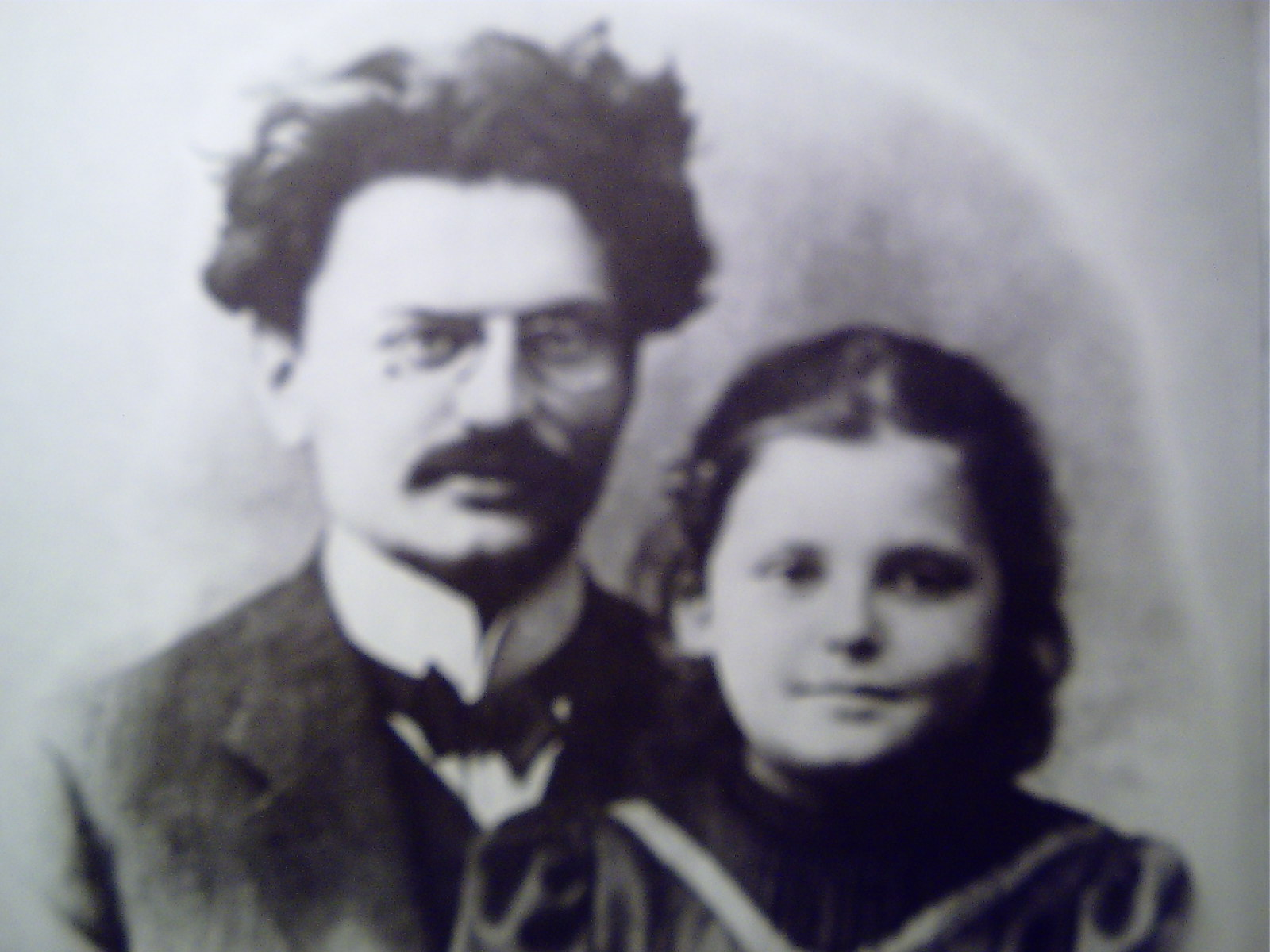
Leo Trotzki mit Tochter Sina, 1906

Sinaida wurde 1901 als erstes Kind von Alexandra Sokolowskaja (1872–1938) und Leo Bronstein (1879–1940), dem späteren Revolutionsführer Trotzki, geboren. Das Paar war im Jahr zuvor in das Gouvernement Irkutsk in Sibirien verbannt worden. Da ihre Eltern sich intensiv politisch engagierten, wuchs sie hauptsächlich bei den Großeltern, David und Anna Bronstein, auf.
Nach der Oktoberrevolution 1917 heiratete sie Sachar Moglin, mit dem sie eine Tochter hatte, Alexandra Moglina (1923–1989). Nach der Trennung ging sie eine Ehe mit Platon Iwanowitsch Wolkow (1898–1936) ein. Der gemeinsame Sohn Wsewolod „Esteban“ Wolkow kam 1926 zur Welt. Platon Wolkow wurde nach der Machtübernahme Stalins wegen Trotzkismus nach Sibirien verbannt. 1928 pflegte Sinaida drei Monate lang ihre an Tuberkulose sterbende Schwester Nina Nevelson (* 1902). Sie selbst war ebenfalls mit der Krankheit infiziert.
1931 erhielt sie die Genehmigung zur Ausreise mit ihrem Sohn nach Prinkipo, dem Exilort ihres Vaters. Dieser schickte sie nach Berlin, wo die Erkrankte u. a. von Franz und Alexandra Pfemfert sowie ihrem Halbbruder Leo Sedow (1906–1938) versorgt wurde. Durch eine Therapie bei dem bekannten Psychiater Arthur Kronfeld, den Alexandra Pfemfert Trotzki vorgeschlagen hatte, versuchte sie, ihre schweren psychischen Probleme (Depressionen, Albträume, Halluzinationen) in den Griff zu bekommen. Nachdem ihr durch Entzug der sowjetischen Staatsbürgerschaft der Rückweg zu Ehemann und Tochter abgeschnitten worden war, beging sie 1933 aus Verzweiflung Suizid in ihrer Wohnung in der Treskowallee 74 (heute Nr. 86) in Berlin-Karlshorst.
In den folgenden Jahren wurden Sinaidas Eltern, ihre beiden Halbbrüder, ihr Ehemann und ihr Ex-Ehemann von Stalinisten ermordet. Ihr Sohn Esteban überstand im Mai 1940 durch Zufall einen Überfall stalinistischer Agenten auf das Haus der Trotzkis in Mexiko-Stadt. Er leitete später das dortige Trotzki-Museum.

## Trivia
Im Film ZINA von Ken McMullen wird Sinaida von Domiziana Giordano gespielt.